# نادي المجد (العراق)
نادي المجد الرياضي هو فريق كرة قدم عراقي مقره في حي البنوك في بغداد، يلعب في الدوري العراقي الدرجة الثالثة.